# Ингушетија
Ингушетија, или званично Република Ингушетија (рус. Республика Ингушетия, инг. ГӀалгӀай Мохк) је конститутивни субјект Руске Федерације са статусом аутономне републике на простору северног Кавказа.
Главни град републике је град Магас.
По површини коју заузима, ово је најмања од руских република.

## Етимологија
Република је добила име по титуларном народу Ингуши који су најбројнији народ у републици (са око 95%). Етимологија имена овог народа није тачно позната, али се претпоставља да води од назива села Ангушт, које Осети зову Тарскоје и које значи „долина реке Терек“, а слично значење има и на ингушком. Иначе, Ингуше себе зову Гиалгиај, за што неки истраживачи тврде да значи „становници куле“, „градитељи итд“.

## Историја
Ингуши су староседелачки народ Кавказа и спадају у етнолингвистичку скупину севернокавкаских народа, а у етничком смислу су им сродни Чечени, као и староседелачки народи Дагестана. Историја Ингуша је тесно повезана са историјом Чечена. Од 9. до 12. века међу Ингушима се раширило хришћанство, а у 19. веку ислам. Од 1810. године, територије насељене Ингушима су у саставу Руске државе. У време постојања Совјетског Савеза формира се Ингушка аутономна област, да би се 1934. године она спојила са Чеченском аутономном облашћу у Чеченско-Ингушку аутономну област, чији је статус 1936. године уздигнут на ниво аутономне републике, која постаје позната као Чечено-Ингушетија.
Током Другог светског рата, делове Чечено-Ингушетије окупирали су нацисти. Због оптужбе да су становници републике сарађивали са нацистима, република је укинута 1944. године, по Стаљиновој наредби, а чеченско и ингушко становништво је депортовано у Казахстан. Уместо Чечено-Ингушетије формирана је Област Грозни, која је постојала све до 1957. године, када је Чеченско-Ингушку републику обновио Никита Хрушчов, а чеченском и ингушком становништву било је дозвољено да се врати.
Године 1991, Чечено-Ингушетија проглашава независност, да би затим била подељена на фактички независну Чеченску Републику Ичкерију и Републику Ингушетију (формирану 1992. године), која остаје у саставу Русије. Због конфликта у Чеченији, као и етничког конфликта између Ингуша и Осета у Северној Осетији, у Ингушетију је дошао знатан број ингушких и чеченских избеглица из ових република, тако да су избеглице 2000. године чиниле половину становништва Ингушетије. 2002. године, престоница Ингушетије пресељена је из града Назрања у новоосновани град Магас.

## Становништво
| 2002.   | 2010.   |
| ------- | ------- |
| 467,294 | 412,529 |

### Градови
Највећи градови републике су (са приказом броја становника 2009. године): 
- Назрањ (139.000)
- Орџоникидзевскаја (70.000)
- Малгобек (45.000)
- Карабулак (36.000)
- Екажево (25.000)
- Троицкаја (23.000)

Напомена: главни град Ингушетије, Магас, основан је 1995. године и по попису из 2002. године имао је 275 становника, што га чини најмањим градом и најмањом престоницом у Русији.

### Етнички састав

#### Попис из 1926. године
- Ингуши = 69.930 (93,1%)
- Чечени = 2.572 (3,4%)
- Руси = 922 (1,2%)

#### Попис из 1939. године
- Ингуши = 79.462 (58,0%)
- Руси = 43.389 (31,7%)
- Чечени = 7.848 (5,7%)

#### Попис из 2002. године
- Ингуши = 361.537 (77,3%)
- Чечени = 95.403 (20,4%)
- Руси = 5.559 (1,2%)

#### Попис из 2010. године
- Ингуши = 375.057 (94,1%)
- Чечени = 19.765 (4,6%)
- Руси = 3.515 (0,8%)

### Религија
Главна религија у републици је сунитски ислам, са мањим бројем суфи муслимана и других.